# The End of Serialization as We Know It
«The End of Serialization as We Know It» («El fin de la serialización tal como la conocemos» en Hispanoamérica), es el décimo y último episodio de la vigésima temporada de la serie animada South Park, y el episodio número 277 en general. El episodio se estrenó en Comedy Central el 7 de diciembre de 2016 para Estados Unidos.
El episodio fue escrito y dirigido por el cocreador de la serie Trey Parker.

## Trama
En las instalaciones de SpaceX se ha culminado de usar la investigación de Heidi para crear una fuente masiva de energía que puede impulsar fácilmente el cohete hacia Marte. Pero después de darse cuenta de que Heidi pretende romper su corazón, Cartman intenta convencer a varios miembros del SpaceX para cancelar el proyecto de viaje a Marte explicando que sus visiones de la vida en una colonia de Marte terminaron con la esclavitud de los hombres.
Kyle e Ike hacen un llamado a todos sus compañeros de clase además de Cartman y Butters para reiniciar la red de trolls de cazaputas42, sin embargo su madre Sheila logra salir de la despensa en la que estaba encerrada, forzando a Kyle e Ike a escapar usando un sistema "Fulton". Sheila termina en la casa de los Tucker, donde Laura Tucker que está en ánimo desesperante, revela que ya utilizó el Troll Trace para revelar la historia de su esposo Thomas e invita a Sheila a hacer lo mismo. Sheila busca primero a Ike y descubre que es inocente, pero no puede llevarse a buscar a Gerald.
En el Pentágono, el gobierno de los Estados Unidos se da cuenta de que la única manera de detener a Troll Trace es sobrecargar el internet con trolls hasta el punto en que se apaga y se reinicia. Ellos se coordinan con el equipo de trolls, así como con Kyle e Ike para sobrecargar el sistema, pero su esfuerzo no puede vencer al ahora activo Troll Trace sin una fuente masiva de energía: la fuente de energía de Marte en SpaceX.
Mientras tanto en Dinamarca, Gerald Broflovski escapa de la sala de control con la ayuda del equipo de trolls y de los traicionados trabajadores de Troll Trace. Se guía a través de la instalación para sobrecargar las operaciones de Troll Trace, atrayendo la atención del CEO Lennart Bedrager. Bedrager enfrenta a Gerald en un puente que conduce al interruptor final de la sobrecarga, dando por resultado un discusión sobre la naturaleza de los trolls donde Gerald "vence" golpeando a Bedrager en la entrepierna y tirándole sobre una barandilla que lo conduce a la muerte. En las instalaciones de SpaceX, Cartman evacua a Elon Musk y a los trabajadores con una falsa amenaza de bomba de la NASA antes de distraer a Heidi el tiempo suficiente para que Butters y un empleado aliado de SpaceX entrenen el internet a la fuente de energía de Marte.
El esfuerzo combinado para cerrar la conexión a Internet ha funcionado, destruyendo SpaceX e interrumpiendo a Sheila antes de que pueda completar la búsqueda de Gerald. La vida vuelve a la normalidad en todo el país cuando el presidente Garrison toma su asiento en la Oficina Oval ante un ejército de bayas de recuerdos, Gerald regresa a casa a una Sheila inconsciente mientras Kyle e Ike están furiosos, y un anciano en Florida envía el primer correo del "nuevo Internet" a su amigo troll.

## Recepción
Dan Caffrey del sitio The AV Club calificó al episodio un C+, comentando "Ya sea por la falta de mensaje consistente o por el énfasis en la mecánica de la trama complicada por bromas, South Park se ha sentido desenfocado y probablemente apartado desde hace unas semanas"...
Jesse Schedeen del sitio IGN calificó al episodio un 6.6 de 10, resumiendo que "Había momentos divertidos en el camino, pero también una gran cantidad de argumentos que quedaron pendientes y una conclusión generalmente anticlimática en la historia de TrollTrace"...
Jeremy Lambert del sitio 411 Mania calificó un 3 sobre 10 notando que "Fue un final decepcionante para una temporada decepcionante, sobre todo en la inclusión de las bayas de recuerdos, no lo suficientemente divertido."..
Chris Longo del sitio Den of Geek le dio un 4 de 5 estrellas, y declaró que fueron mejor los episodios de la temporada pasada que los episodio de ahora, Parker y Stone lo sabían, pero se divirtieron exprimiendo una temporada que no tuvo un buen final.